# أحمد غلوم
أحمد عبد الله حسن غلوم (بالإنجليزية: Ahmad Abdullah Hassan Gholoum) (مواليد 31 مايو 1980) هو لاعب كويتي متخصص في دفع الجلة. أحرز عدة ميداليات على المستوى الإقليمي.
أفضل أرقامه الشخصية في هذه المسابقة هي 19.18 مترًا في الهواء الطلق (عمان 2007) و19.08 مترًا في القاعة (هانغتشو، الصين) عام 2012، ويعد الرقم الأخير هو الرقم القياسي الوطني حتى الآن.

## سجل المنافسة
| العام       | المسابقة                                 | المكان                          | المركز        | حدث         | ملاحظة                                                               |
| يمثل الكويت | يمثل الكويت                              | يمثل الكويت                     | يمثل الكويت   | يمثل الكويت | يمثل الكويت                                                          |
| ----------- | ---------------------------------------- | ------------------------------- | ------------- | ----------- | -------------------------------------------------------------------- |
| 1998        | بطولة العالم لألعاب القوى للناشئين 1998  | آنسي، فرنسا                     | المركز 19 (ت) | دفع الجلة   | بطولة العالم لألعاب القوى للناشئين 1998 – دفع الجلة للرجال 15.76 م   |
| 1998        | بطولة العرب لألعاب القوى للناشئين 1998   | دمشق، سوريا                     | الأول         | دفع الجلة   | 16.25 م                                                              |
| 1999        | بطولة آسيا لألعاب القوى للناشئين 1999    | سنغافورة                        | الأول         | دفع الجلة   | 17.87 م                                                              |
| 1999        | بطولة العرب لألعاب القوى 1999            | بيروت، لبنان                    | الثالث        | دفع الجلة   | 17.91 م                                                              |
| 2000        | بطولة آسيا لألعاب القوى 2000             | جاكرتا، إندونيسيا               | المركز الخامس | دفع الجلة   | بطولة آسيا لألعاب القوى 2002 – دفع الجلة للرجال 17.81 م              |
| 2001        | بطولة العرب لألعاب القوى 2001            | دمشق، سوريا                     | الثاني        | دفع الجلة   | 18.92 م                                                              |
| 2002        | ألعاب غرب آسيا 2002                      | مدينة الكويت، الكويت            | الثاني        | دفع الجلة   | 18.04 م                                                              |
| 2002        | بطولة آسيا لألعاب القوى 2002             | كولومبو، سريلانكا               | المركز السادس | دفع الجلة   | بطولة آسيا لألعاب القوى 2002 – دفع الجلة للرجال 17.37 م              |
| 2002        | دورة الألعاب الآسيوية 2002               | بوسان، كوريا الجنوبية           | المركز الرابع | دفع الجلة   | دورة الألعاب الآسيوية 2002 – دفع الجلة للرجال 18.27 م                |
| 2004        | دورة الألعاب العربية 2004                | الجزائر، الجزائر                | الثالث        | دفع الجلة   | 18.20 م                                                              |
| 2005        | ألعاب التضامن الإسلامي 2005              | مكة، السعودية                   | المركز السابع | دفع الجلة   | ألعاب التضامن الإسلامي 2005 – النتائج#دفع الجلة 17.22 م              |
| 2005        | بطولة آسيا لألعاب القوى 2005             | إنشيون، كوريا الجنوبية          | المركز السادس | دفع الجلة   | بطولة آسيا لألعاب القوى 2005 – دفع الجلة للرجال 17.92 م              |
| 2005        | بطولة العرب لألعاب القوى 2005            | رادس، تونس                      | الثالث        | دفع الجلة   | 17.77 م                                                              |
| 2006        | دورة الألعاب الآسيوية 2006               | الدوحة، قطر                     | المركز السادس | دفع الجلة   | دورة الألعاب الآسيوية 2006 – دفع الجلة للرجال 18.26 م                |
| 2007        | بطولة العرب لألعاب القوى 2007            | عمان، الأردن                    | الأول         | دفع الجلة   | 19.18 م                                                              |
| 2007        | بطولة آسيا لألعاب القوى 2007             | عمان، الأردن                    | المركز الخامس | دفع الجلة   | بطولة آسيا لألعاب القوى 2007 – دفع الجلة للرجال 18.17 م              |
| 2007        | الألعاب الآسيوية داخل القاعة 2007        | ماكاو، الصين                    | الثاني        | دفع الجلة   | الألعاب الآسيوية داخل القاعة 2007#دفع الجلة 18.88 م                  |
| 2007        | دورة الألعاب العربية 2007                | القاهرة، مصر                    | المركز الخامس | دفع الجلة   | دورة الألعاب العربية 2007 – النتائج#دفع الجلة 18.71 م                |
| 2008        | بطولة آسيا لألعاب القوى داخل القاعة 2008 | الدوحة، قطر                     | الأول         | دفع الجلة   | بطولة آسيا لألعاب القوى داخل القاعة 2008 – النتائج#دفع الجلة 18.55 م |
| 2011        | بطولة العرب لألعاب القوى 2011            | العين، الإمارات العربية المتحدة | الثاني        | دفع الجلة   | 18.67 م                                                              |
| 2011        | دورة الألعاب العربية 2011                | الدوحة، قطر                     | الثاني        | دفع الجلة   | دورة الألعاب العربية 2011 – النتائج#دفع الجلة 18.74 م                |
| 2012        | بطولة آسيا لألعاب القوى داخل القاعة 2012 | هانغتشو، الصين                  | المركز الرابع | دفع الجلة   | بطولة آسيا لألعاب القوى داخل القاعة 2012 – النتائج#دفع الجلة 19.08 م |
| 2012        | بطولة غرب آسيا لألعاب القوى 2012         | دبي، الإمارات العربية المتحدة   | الأول         | دفع الجلة   | 18.97 م                                                              |
| 2014        | دورة الألعاب الآسيوية 2014               | إنشيون، كوريا الجنوبية          | المركز الخامس | دفع الجلة   | دورة الألعاب الآسيوية 2014 – دفع الجلة للرجال 18.71 م                |
| 2015        | بطولة العرب لألعاب القوى 2015            | مدينة عيسى، البحرين             | الثالث        | دفع الجلة   | 18.08 م                                                              |